# Santa Apolonia Teacalco
Santa Apolonia Teacalco là một đô thị thuộc bang Tlaxcala, México. Năm 2005, dân số của đô thị này là 3860 người.